# Parti pour l'action démocratique
Pour les articles homonymes, voir Parti d'action démocratique.
Le Parti pour l'action démocratique (en albanais : Partia për bashkimin demokratik të shqiptarve (PBDSh) ; en serbe : Партија за демократско деловање et Partija za demokratsko delovanje) est un parti politique serbe. Il a été créé le 24 août 1990. Fondé par Riza Halimi, il est dirigé depuis 2016 par Shaip Kamberi.
Le parti d'action démocratique s'est donné pour mission de défendre les intérêts des Albanais de la vallée de Preševo, au sud de la Serbie.
Aux élections législatives serbes de 2007, il a obtenu un siège au Parlement de Serbie (Riza Halimi, le président du parti).